# Fallin' Out/I Wanna NO feat.SHUN
「Fallin' Out / I Wanna NO feat. SHUN」(フォーリンアウト / アイワナノー・フィーチャリング・シュン) は、當山みれいの1枚目のシングル。2014年6月25日にMASTERSIX FOUNDATIONより発売。

## 概要
- 當山みれいの日本デビュー作となる両A面シングル。当時當山は15歳であった。
- 初回生産限定盤(CD+DVD)、通常盤(CDのみ)の2形態がリリースされ、初回生産限定盤のみDREAMS COME TRUEとJackson 5のカバー2曲を収録したDISC 2が付属している。
- 「Hysteric Girl」「I Wanna NO feat. SHUN」の2曲はデビュー前にDJ和のコンピレーション・アルバム『A GIRL↑↑ mixed by DJ和』『A GIRL↑↑2 mixed by DJ和』のためにそれぞれ書き下ろした楽曲である。
- MVには當山のダンスの先生でもあるFISHBOYが出演している。
- SHUNのシングル「Never Change feat. Lyu:Lyu」には別バージョンの「I Wanna NO feat. 當山みれい」が収録されている。
- 自身も様々なアーティストの音楽で遊んできた経験からリスナーにも自分の音楽で遊んで欲しいと思い、「I Wanna NO feat. SHUN」のアカペラバージョンを収録している[1]。

## 収録曲

### DISC 1
1. Fallin' Out
  - 作詞・作曲：當山みれい / 編曲：SKY BEATZ
2. I Wanna NO feat. SHUN
  - 作詞・作曲：當山みれい・SHUN / 編曲：Unknown

テレビ東京系「超流派」2014年6月度エンディングテーマ
3. Hysteric Girl
  - 作詞・作曲：當山みれい / 編曲：DJ HASEBE
4. Fallin' Out (DJ WATARAI Remix)
  - 作詞・作曲：當山みれい / 編曲：DJ WATARAI
5. I Wanna NO (Tachytelic Bass Remix)
  - 作詞・作曲：當山みれい・SHUN / 編曲：☆Taku Takahashi
6. Hysteric Girl (T.O.M. Remix)
  - 作詞・作曲：當山みれい / 編曲：Tomokazu“T.O.M”Matsuzawa
7. I Wanna NO feat. SHUN (A Cappella)
  - 作詞・作曲：當山みれい・SHUN

### DISC 2
1. 未来予想図II
  - 作詞・作曲：吉田美和 / 編曲：3rd Productions

DREAMS COME TRUEのカバー。
2. I'll Be There
  - 作詞・作曲：Berry Gordy Jr.・Bob West・Willie Hutch・Hal Davis / 編曲：村山晋一郎

Jackson 5のカバー。